# Giżynek (Stargard)
Giżynek (niem. Giesenfelde) – osiedle Stargardu, położone w zachodniej części miasta. Do 1991 na Giżynku istniał PGR. Na terenie Giżynka w 2002 otwarto Nowy Cmentarz. W jego południowej części znajduje się zabytkowy XIX-wieczny pałac, zaś pozostała zabudowa pochodzi z pocz. XX wieku i z lat 70.

## Zabytki
- pałac[1].